# Zabakuck
Zabakuck is een voormalige gemeente in de Duitse deelstaat Saksen-Anhalt, en maakt deel uit van de gemeente Möckern in de Landkreis Jerichower Land.
Zabakuck telt 210 inwoners.